# Яванский район
Ява́нский район (тадж. Ноҳияи Ёвон ) — административный район в Хатлонской области Республики Таджикистан.
Образован 11 июня 1934 года в составе Сталинабадской области Таджикской ССР. Территория Яванского района составляет 976,2 км².
Районный центр — посёлок городского типа Яван, расположен на реке Ёвонруд (бассейн реки Вахш), в 54 км к юго-востоку от Душанбе и в 88 км к северу от Бохтара.

## География
Яванский район расположен в долине рек Ёвонруд и Вахш. На севере граничит с Рудаки и Вахдатским районами, на востоке — с Нурекским и Дангаринским районами, на западе и юго-западе — с Хуросонским и Джамиевским районами Хатлонской области.

## Население
Население по оценке на 1 января 2022 года составляет 248 100 человек, в том числе городское — в посёлках Яван (39,6 тыс.) и Хаётинав (4,4 тыс.), сельское — 204 100 человек.
| Численность населения | Численность населения | Численность населения | Численность населения | Численность населения |
| 1939                  | 2019                  | 2020                  | 2021                  | 2022                  |
| --------------------- | --------------------- | --------------------- | --------------------- | --------------------- |
| 23 221                | ↗228 400              | ↗234 600              | ↗243 200              | ↗248100               |

## Административное деление
В состав Яванского района входят 2 пгт и 7 сельских общин (тадж. ҷамоат):
| Административное деление Яванского района |           |
| Сельская община                           | Население |
| пгт Яван                                  | 20 209    |
| пгт Хаётинав                              | 2243      |
| Дахана                                    | 12 744    |
| Гулсара                                   | 15250     |
| Норин                                     | 14 440    |
| Обшорон                                   | 19 347    |
| Хасан Хусейн                              | 17 505    |
| Ситораи Сурх                              | 13 68     |
| Чоргул                                    | 10 631    |

Главой Яванского района является Председатель Хукумата, который назначается Президентом Республики Таджикистан. Главой правительства Яванского района является Председатель Хукумата. Законодательный орган Яванского района — Маджлис народных депутатов, который избирается всенародно на 5 лет.